# Stazione di Sonoda
La stazione di Sonoda (園田駅?, Sonoda-eki) è una stazione delle Ferrovie Hankyū situata nella città di Amagasaki nella prefettura di Hyōgo. La stazione ha quattro binari e vi fermano solo i treni locali.

## Binari
| 1-2 | ■ Linea Kobe (Direzione Kobe)  | Per Nishinomiya-kitaguchi・Sannomiya・Shinkaichi |
| 3-4 | ■ Linea Kobe (Direzione Osaka) | Per Jūsō・Umeda                                  |